# 劉惠雲
劉 惠雲（りゅう ふいうん、Lau Wai Wan（Vivien）、5月14日生）は、香港の女性声優。

## 概要
- 1995年からフリー声優として活動し、2001年7月から香港の無綫電視の声優組に転入、2004年7月からフリー声優と再して活動し、2009年9月から香港の無綫電視の声優組に再転入。
- 香港の亜州電視のお天気のアナウンサーだったが香港の無綫電視の声優組に転入後、代表作は『おジャ魔女どれみ』の飛鳥ももこ。
- 現在は、韓国の女優ホン・スヒョン、ユナ、BoAと、日本の女優貫地谷しほり、香里奈、美波、上戸彩、片瀬那奈の常任声優となっている。

## 出演作品
※太字は主役・メインキャラクター。特記がない項目はすべて広東語役。

### アニメ
- 1998年
  - 機動戦艦ナデシコ（星野琉璃、旁白）
  - 赤ちゃんと僕（榎木実）
- 2000年
  - CLAMP学園探偵団（梓夜凪砂）
- 2002年
  - 遊☆戯☆王デュエルモンスターズ（川井静香）
  - デジモンテイマーズ（加藤樹莉）
  - だぁ!だぁ!だぁ!（ルゥ）
  - 鋼鉄天使くるみ（くるみ）
  - 倒凶十将伝（乱波葉霧）
  - 超GALS! 寿蘭（上源理恵）
  - 超速スピナー（夢宮りあん）
  - HUNTER×HUNTER（ミト、メンチ、カルト＝ゾルディック）
  - 超発明BOYカニパン（アンジェリカ）
- 2003年
  - も〜っと！おジャ魔女どれみ（飛鳥ももこ）
  - 激闘!クラッシュギアTURBO（華野カオル）
  - 新白雪姫伝説プリーティア（淡雪真綿）
  - FF：U 〜ファイナルファンタジー:アンリミテッド〜（リサ・パツィフィースト）
  - ちっちゃな雪使いシュガー（シュガー）
  - GEAR戦士電童（出雲乙女、大岩冴子）
  - 神鵰侠侶 コンドルヒーロー（陸無双）
  - デジモンフロンティア（ボコモン）
  - 七人のナナ（ナナさま）
  - こみっくパーティー（猪名川由宇）
  - アストロボーイ・鉄腕アトム（ウラン）
- 2004年
  - 爆転シュート ベイブレード 2002（サリマ）
  - HAPPY★LESSON THE TV（十隠カンナ）
  - HAPPY★LESSON ADVANCE（十隠カンナ）
  - ふぉうちゅんドッグす（アイちゃん）
  - ロックマンエグゼ（綾小路やいと）
  - ハングリーハート WILD STRIKER（堂本香織、立花カナ）
  - ななか6/17（霰玉九里子、ピコ太）
- 2005年
  - 舞-HiME（鴇羽舞衣）
  - アソボット戦記五九（スージィ）
  - 東京ミュウミュウ（藤原ざくろ）
- 2006年
  - BLEACH（井上織姫、黒崎夏梨）
  - ゾイドフューザーズ（スイート）
  - 機動戦士ガンダムSEED DESTINY（ルナマリア・ホーク）（DVD版）
  - 舞-乙HiME（鴇羽舞衣、イリーナ・ウッズ）
  - RAGNAROK THE ANIMATION（ユーファ）
  - D・N・A² 〜何処かで失くしたあいつのアイツ〜（葵かりん）
- 2007年
  - capeta（鈴木茂波）
  - クレヨンしんちゃん（野原しんのすけ）
- 2008年
  - AIR（神奈備命）
  - フィニアスとファーブ（キャンディス・フリン）
  - 結界師（雪村時音）
- 2009年
  - 灼眼のシャナII（Second）（吉田一美、フィレス、藤田晴美）
  - 太極千字文（フィフィ）
  - ハヤテのごとく!（朝風理沙）
  - 黒執事（アンジェラ・ブラン）
  - ケロロ軍曹（日向夏美）（代役）
- 2010年
  - イナズマイレブン（雷門夏未、西垣守）
  - スキップ・ビート!（最上キョーコ）
  - ソウルイーター（中務椿）
  - クロスゲーム（月島若葉、滝川あかね）
  - GA 芸術科アートデザインクラス（大道雅）
  - けいおん!（田井中律）
  - CANAAN（リャン・チー）
  - 銀魂（月詠）
  - Yes!プリキュア5（夏木りん / キュアルージュ ）（後期）
  - WORKING!!（轟八千代）
  - こばと。（花戸小鳩）
  - しゅごキャラ!!どきっ（桜井優亜）
  - ポケットモンスター ダイヤモンド&パール（ヒカリ）
  - イタズラなKiss（ノンちゃん）
- 2012年
  - プリティーリズム・オーロラドリーム（春音あいら）
  - 機動戦士ガンダムAGE（ロマリー・ストーン）
  - リルぷりっ（雪森りんご）
  - アクセル・ワールド（上月由仁子/スカーレット・レイン）

| 放送年 | 作品名                                         | 役                                        | 備考                          |
| ------ | ---------------------------------------------- | ----------------------------------------- | ----------------------------- |
| 1995   | GS美神                                         | 美神令子                                  |                               |
| 1997   | ふしぎ遊戯                                     | 夕城美朱                                  |                               |
| 1997   | 怪盗セイント・テール                           | 羽丘芽美                                  |                               |
| 1997   | ドラゴンボールGT                               | パン                                      | VCD版本                       |
| 2011   | ネットゴーストPIPOPA                           | 祖父江ひかる                              |                               |
| 2011   | FAIRY TAIL                                     | ジュビア・ロクサー                        | 第151話除外                   |
| 2011   | ハヤテのごとく!!                               | 朝風理沙                                  |                               |
| 2011   | 黒執事II OVA                                   | アンジェラ・ブラン                        |                               |
| 2011   | ジュエルペット てぃんくる☆                     | ラブラ マリアンヌ                         |                               |
| 2013   | ハートキャッチプリキュア!                      | 花咲つぼみ/キュアブロッサム               |                               |
| 2013   | 翠星のガルガンティア                           | ラケージ                                  |                               |
| 2013   | たまごっち!                                    | ちゃまめっち                              | 第50話から                    |
| 2013   | 進撃の巨人                                     | アニ・レオンハート                        |                               |
| 2014   | ガンダムビルドファイターズ                     | レイジ / アリーア・フォン・レイジ・アスナ |                               |
| 2014   | 犬とハサミは使いよう                           | 本田弥生                                  |                               |
| 2014   | アイカツ!1stシーズン                           | 一ノ瀬かえで                              |                               |
| 2014   | ウィザード・バリスターズ 弁魔士セシル          | 江来利クイン                              |                               |
| 2014   | スイートプリキュア♪                            | 北条響/キュアメロディ                     |                               |
| 2014   | 黒子のバスケ                                   | アレクサンドラ＝ガルシア                  |                               |
| 2014   | ガイストクラッシャー                           | マイク・マーキュリー                      |                               |
| 2014   | ラブライブ!                                    | 矢澤にこ                                  |                               |
| 2015   | アイカツ!2ndシーズン                           | 一ノ瀬かえで                              |                               |
| 2015   | オズマ                                         | マヤ                                      |                               |
| 2015   | 妖怪ウォッチ                                   | 今田干治                                  |                               |
| 2015   | ノラガミ                                       | 真喩/伴音                                 |                               |
| 2015   | プリパラ1stシーズン                            | ユニコン                                  |                               |
| 2016   | アルスラーン戦記                               | エステル・デ・ラ・ファーノ                |                               |
| 2016   | ガンダム Gのレコンギスタ                       | アイーダ・スルガン                        |                               |
| 2017   | ドキドキ!プリキュア                            | シャルル                                  |                               |
| 2017   | プリパラ2ndシーズン                            | ユニコン はなな                           | 接役ホー・バオシャン          |
| 2017   | リルリルフェアリル                             | ひまわり                                  | アニメ1stシーズン：妖精のドア |
| 2020   | プリパラ4thシーズン （アイドルタイムプリパラ） | 夢川ゆい ユニコン                         |                               |

### 劇場アニメ
| 放送年 | 作品名                                            | 役                 | 備考 |
| ------ | ------------------------------------------------- | ------------------ | ---- |
| 2006   | ドラえもん のび太のワンニャン時空伝               | シャミー           |      |
| 2008   | ドラえもん のび太の新魔界大冒険 〜7人の魔法使い〜 | マミ               |      |
| 2011   | ドラえもん 新・のび太の宇宙開拓史                 | ロップル           |      |
| 2013   | ドラえもん のび太のひみつ道具博物館               | クルト・ハルトマン |      |

### 特撮番組
- 2003年
  - ウルトラマンコスモス（吉井ユカリ、村上遥）
- 2009年
  - 仮面ライダー電王（ハナ）
- 2011年
  - 炎神戦隊ゴーオンジャー（炎神ベアールV）

| 年   | 作品名                   | 役                              | 俳優       | 備考  |
| ---- | ------------------------ | ------------------------------- | ---------- | ----- |
| 1997 | ウルトラマンティガ       | ヤナセ・レナ                    | 吉本多香美 | VCD版 |
| 1998 | ウルトラマンダイナ       | ミドリカワ・マイ                | 山田まりや | VCD版 |
| 2001 | ウルトラマンガイア       | 佐々木律子                      | 沢村亜津佐 |       |
| 2012 | 仮面ライダーW            | 鳴海亜樹子                      | 山本ひかる |       |
| 2014 | 特命戦隊ゴーバスターズ   | 桜田リカ                        |            |       |
| 2014 | 仮面ライダーフォーゼ     | 野座間友子                      | 志保       |       |
| 2017 | 手裏剣戦隊ニンニンジャー | 十六夜九衛門 / 牙鬼久右衛門新月 | N/A        |       |

### テレビドラマ
- 1996年
  - 17才-at seventeen-（山口美智代）（有線版）
- 1999年
  - 還珠格格（晴兒）
- 2000年
  - 懐玉公主（傅懐玉）
  - 升空高飛（申若雲）
  - ショムニ（杉田美園）（有線版）
- 2001年
  - 大宅門（白佳莉）
  - 新楚留香（李紅袖）
- 2002年
  - 鉄歯銅牙紀暁嵐（杜小月）
  - ルージュ（谷川里彩）
- 2003年
  - 鉄歯銅牙紀暁嵐II（杜小月）
  - 流星花園II（葉莎）
  - 還珠格格III：天上人間（小燕子）
  - おいしい関係（森由美）
- 2004年
  - 大唐雙龍傳（宋玉致）
  - 天下糧倉（小梳子）
- 2005年
  - 女人天下（チョン・ナンジョン）
  - 火の鳥（イ・ジウン）
  - パリの恋人（ムン・ユナ）
  - ごくせん（山口久美子）
- 2006年
  - 刁蛮公主（司徒静）
  - ごくせん（第2シリーズ）（山口久美子）
  - 野ブタ。をプロデュース（桐谷浩二、高田由佳、橋本麗子）
  - ラストダンスは私と一緒に（チ・ウンス）
  - 7人の女弁護士（藤堂真紀）
  - がんばれ!クムスン（ナ・クムスン）
  - 徽娘宛心（呉慧如、蓮児）
  - 白い巨塔（財前杏子、亀山君子）
  - 東京ジュリエット-東方茱麗葉-（林瀬穂）
  - 不良家族（キム・ヤンア）
- 2007年
  - ホントの恋の*見つけかた（シンレイ）
  - 天之驕子（香梅、孟夫人）
  - おいしいプロポーズ（島崎沙織）
- 2008年
  - エラいところに嫁いでしまった!（佐倉里穂、槇村友子、守山由美）
  - ハロー!お嬢さん（ソ・ファラン）
  - 康熙微服私訪記4（小桃紅）（有線版）
  - 山おんな壁おんな（大山遥）
  - アットホーム・ダッド（山村美紀）
  - ヒミツの花園（月山夏世）
  - 曲がり角の彼女（三原なつみ）
  - 女人不哭（章子君）
  - 魔女ユヒ（ナム･スンミ）
  - 春天後母心（宝妹）
  - 生命有明天（顧嵐）
  - 嬢王（藤崎彩）
  - 簡單愛（羅英熙）
  - 黄色いハンカチ（ナ・ミリョン）
  - 王と私（ユン・ソファ）
  - 笑著活下去（晏陽）
  - 犬とオオカミの時間（ソ・ジウ）（有線版）
  - 7人の女弁護士2（藤堂真紀）
  - 食客（キム・ジンス）（有線版）
- 2009年
  - 一枝梅（ポンスン、イ・ヨニ）（有線版）
  - ロス:タイム:ライフ（涼宮みどり、佐々木真理子）
  - きらきら研修医 （織田うさこ、前田清美）
  - 母さんに角が生えた（ナ・ヨンス）
  - ごくせん（第3シリーズ）（山口久美子）
  - ラブ・トレジャー～夜になれば分かること～（ワン・ジュヒョン）
  - 迷離「韓」夜（李明玉、神女武靈、茹琳、彩玉、華蘭）
  - 彼らが生きる世界（キム・ミニ、呉珉舒）
  - 特命係長 只野仁（篠原絵美里）
  - アクシデント・カップル（ハン・ジス）
  - シンデレラマン（ソ・ユジン）
  - 絶対彼氏 〜完全無欠の恋人ロボット〜（神谷亜弓）
  - 花ざかりの君たちへ〜イケメン♂パラダイス〜（ジュリア・マックスウェル）
  - 終極三国（甘昭烈）
  - 紫玫瑰（米娜）
  - ラブ♥シャッフル（香川芽衣）
  - 銭ゲバ（三國緑）
  - カインとアベル（イ・ジョンミン）
  - 妻の誘惑（ミン・ソヒ）
- 2010年
  - メイちゃんの執事（夏目不二子）
  - 鉄歯銅牙紀暁嵐IV（杜小月）
  - モモのお宅の王子さま（ルオ・ササ）
  - The Vampire Diaries（ボニー・ベネット）
  - おひとりさま（青木ちひろ）
  - ビューティフルライフ（町田杏子）
  - ブザー・ビート〜崖っぷちのヒーロー〜（海老名麻衣）
  - パンドラ（桂ひとみ）
  - 小娘惹（黄玉珠）
  - 私はラブ・リーガル（デビー・ドブキンズ）
  - 彼女との正しい遊び方（日村優奈）
  - BLOODY MONDAY（第2シリーズ）（琢磨洋子）
  - 倚天屠龍記（王難姑）
  - Three Rivers（リサ・リード）
  - リアル・クローズ（林陽子）
  - スターな彼（チェン・ダーシン）
  - 泡沫の夏（シェン・チアン）
  - glee（サンタナ・ロペス）
  - 三国志 Three Kingdoms（貂蝉）
  - オー!マイレディ（ハン・ジョンア）
  - 僕のSweet Devil（李佳佳）
  - シティーホール（鳳善花）
- 2011年
  - 愛∞無限（ソン・ルイエン）
  - 月の恋人〜Moon Lovers〜（大貫柚月）
  - 金大班（古思静）
  - Hellcats（裴曼婷）
  - 美しい隣人（相田未央）
  - Q10（山本民子）
  - 美人心計〜一人の妃と二人の皇帝〜（呂魚）
- 2012年
  - 華和家の四姉妹（華和桜子）
  - 王女の男（敬恵（キョンヘ）王女）
  - 名前をなくした女神（秋山侑子）
  - キング 〜Two Hearts（イ・ジェシン）
  - ビッグ 〜愛は奇跡〜（キル・ダラン）
  - ラブレイン（キム・ユンヒ/チョン・ハナ）
- 2013年
  - 屋根部屋のプリンス（パク・ハ）
  - プロポーズ兄弟〜生まれ順別 男が結婚する方法〜（鈴木早紀）
  - 結婚しない（田中千春）
  - PRICELESS〜あるわけねぇだろ、んなもん!〜（二階堂彩矢）
  - 悪夢ちゃん（武戸井彩未）
  - 走馬灯株式会社（神沼）
  - 後宮の涙（沈嘉敏）
  - 泣くな、はらちゃん（越前さん）
  - 半沢直樹（半沢花）
  - 安堂ロイド〜A.I. knows LOVE?〜 （謎の美少女 / ARX IX）
  - Dr.HOUSE（ジェシカ・アダムス）
- 2014年
  - SUMMER NUDE（千代原夏希）
  - 斉藤さん2（山内摩耶）
  - お天気お姉さん（橋本茜）
  - 35歳の高校生（長峰あかり）
- 2015年
  - ファーストクラス（川島ナミ絵）
  - アイ'ム ホーム（家路恵）
  - マザー・ゲーム〜彼女たちの階級〜（神谷由紀）
  - 警部補・杉山真太郎〜吉祥寺署事件ファイル（香川桜子）

### 映画
- 2006年
  - 決戦偸心男（韓之願）（DVD／VCD版）
- 2007年
  - 我老婆係大佬3（容希）（DVD／VCD版）
  - インビジブル（リンダ･マッケイ）
- 2008年
  - ドラゴン・キングダム（ゴールデン・スパロウ）（DVD／VCD版）
  - 奪標（韓暉）
  - キング・コング（アン・ダロウ）
- 2009年
  - おくりびと（小林美香）（DVD／VCD版）
  - 愛上蛋白質女孩（鍾嫻江）
- 2010年
  - プリティ・プリンセス2/ロイヤル・ウェディング（アサナ）
  - トランスポーター2（ローラ）
  - 007 カジノ・ロワイヤル（狄文崔太太）
  - トランスフォーマー（マギー・マドセン）
- 2011年
  - ワイルド・スピードX3 TOKYO DRIFT（ニーラ）
- 2013年
  - ブライダル・ウォーズ（オリヴィア・“リヴ”・ラーナー）